# Nicippé (prêtresse)
Pour les articles homonymes, voir Nicippé.
Dans la mythologie grecque, Nicippé est une prêtresse de la déesse Déméter. Elle intervient dans la légende d'Érysichthon telle que la raconte Callimaque. Déméter prend son aspect et « munie de guirlandes, de pavot [fleur sacrée de Déméter] et d'une clef [de l'erkos où l'on parquait les morts] », elle prévient le roi Érysichthon qu'il s'expose à être puni s'il persiste à s'attaquer à un bosquet sacré.

## Sources
- Callimaque, Hymnes [détail des éditions] (lire en ligne) (Déméter).